# Camino de sirga

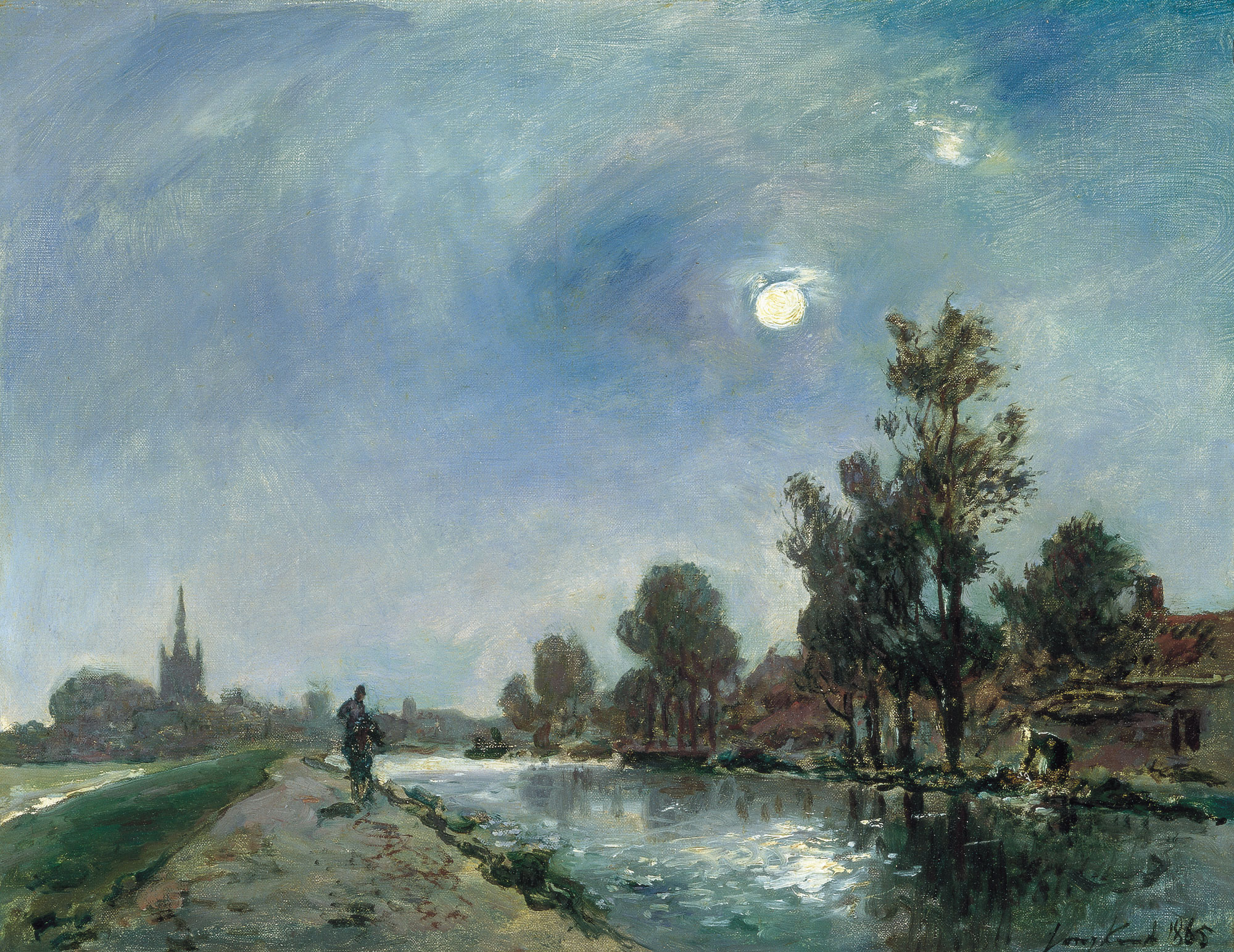
Camino de sirga, óleo sobre tela de Johan Barthold Jongkind.

El camino de sirga es un camino o calle que deben dejar los propietarios ribereños a ríos o canales para uso público, con fines de navegación, a lo largo de la orilla de un río, lago o canal, sin recibir a cambio ninguna indemnización.
Se estableció como un gravamen, distinto de la servidumbre de tránsito, para permitir que un vehículo de tierra, bestias de carga o un equipo de tiradores humanos pudiesen arrastrar un barco, a menudo una barcaza, hasta la orilla del río, canal o lago. Este modo de transporte era común en donde la navegación era impracticable debido a vientos desfavorables o a la estrechez del canal.

## Origen

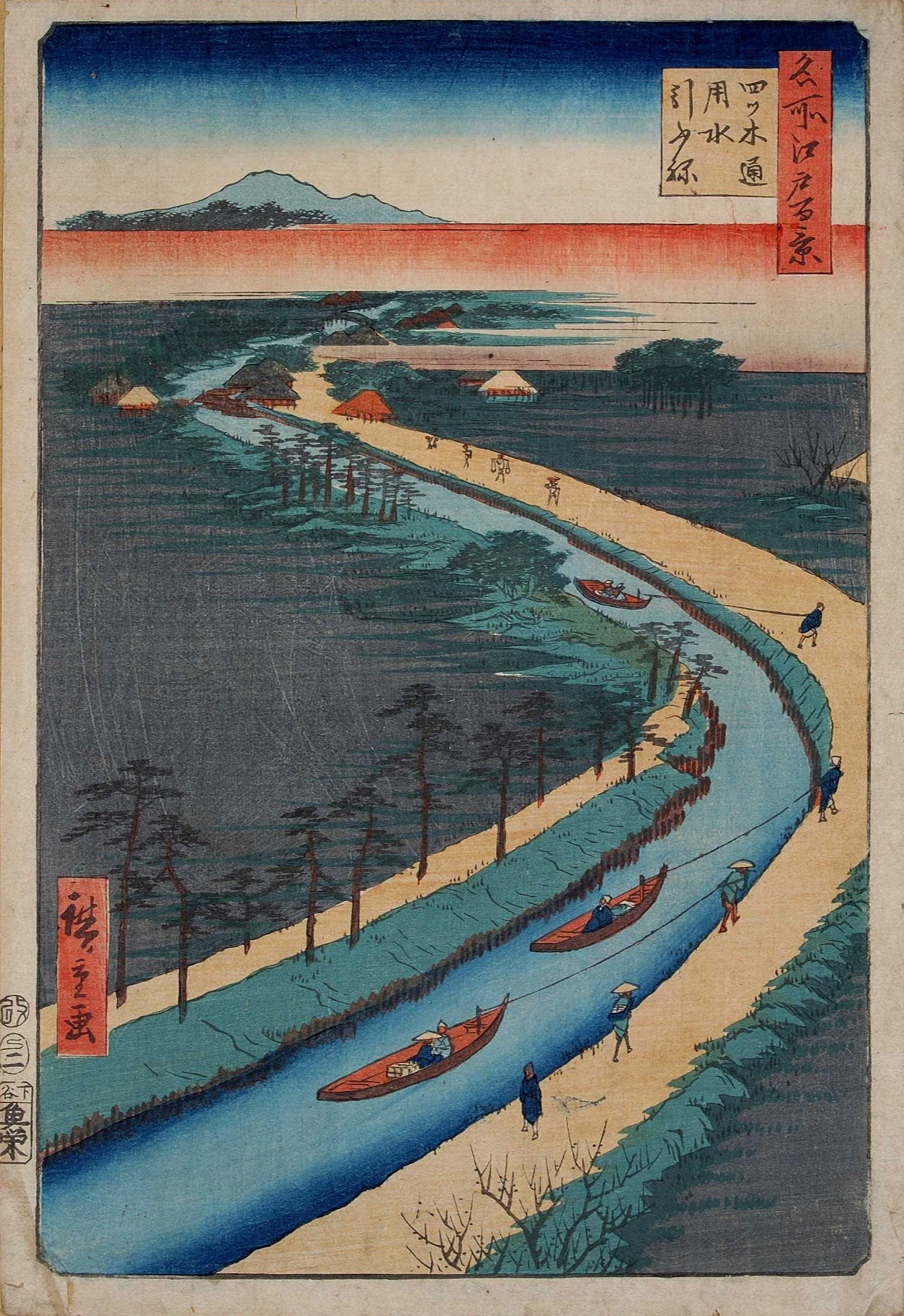
Embarcaciones remolcadas por el camino de sirga del canal Yotsugi-dōri, en Japón, en un grabado del.

La denominación «camino de sirga», proviene de las cuerdas conocidas como sirgas, con las que se remolcaban los barcos desde la orilla, contra la corriente, por lo cual se necesitaba un espacio en la orilla para efectuar esa tarea. Actualmente no se utilizan las sirgas o cuerdas pues existen remolcadores.

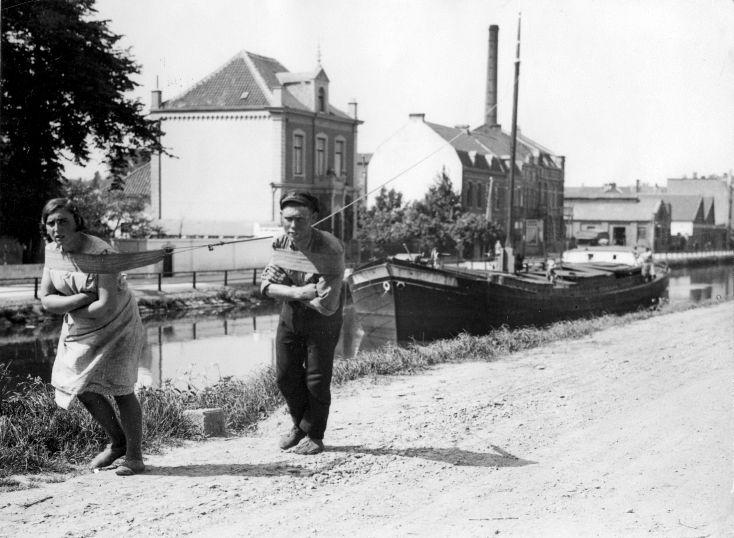
Dos personas remolcando un velero por un camino de sirga en Países Bajos (1931).

Existieron disposiciones sobre el camino de sirga en el Derecho Romano (D. 1.8.5 pr. I. 2.1.4). En las Institutas de Justiniano se lee que pertenece al derecho de gentes el uso público de las costas, al igual que el mismo río. Por ello cualquiera puede legalmente abordar con naves y amarrar cables a los árboles que allí se hallan.
Se contemplaba en el Derecho español en las leyes de Partidas, y en el Derecho francés. En España actualmente se halla legislada en el artículo 553 del Código Civil de España, como servidumbre de uso público para el servicio exclusivo de la navegación y flotación fluvial en los ríos navegables o flotables. Dicha servidumbre es distinta de la establecida para todas las riberas de los ríos en interés de la flotación, navegación, pesca y salvamento.
El camino de sirga es un concepto regulado y ampliamente desarrollado en Argentina.